# Italian Open 2009 (теніс)

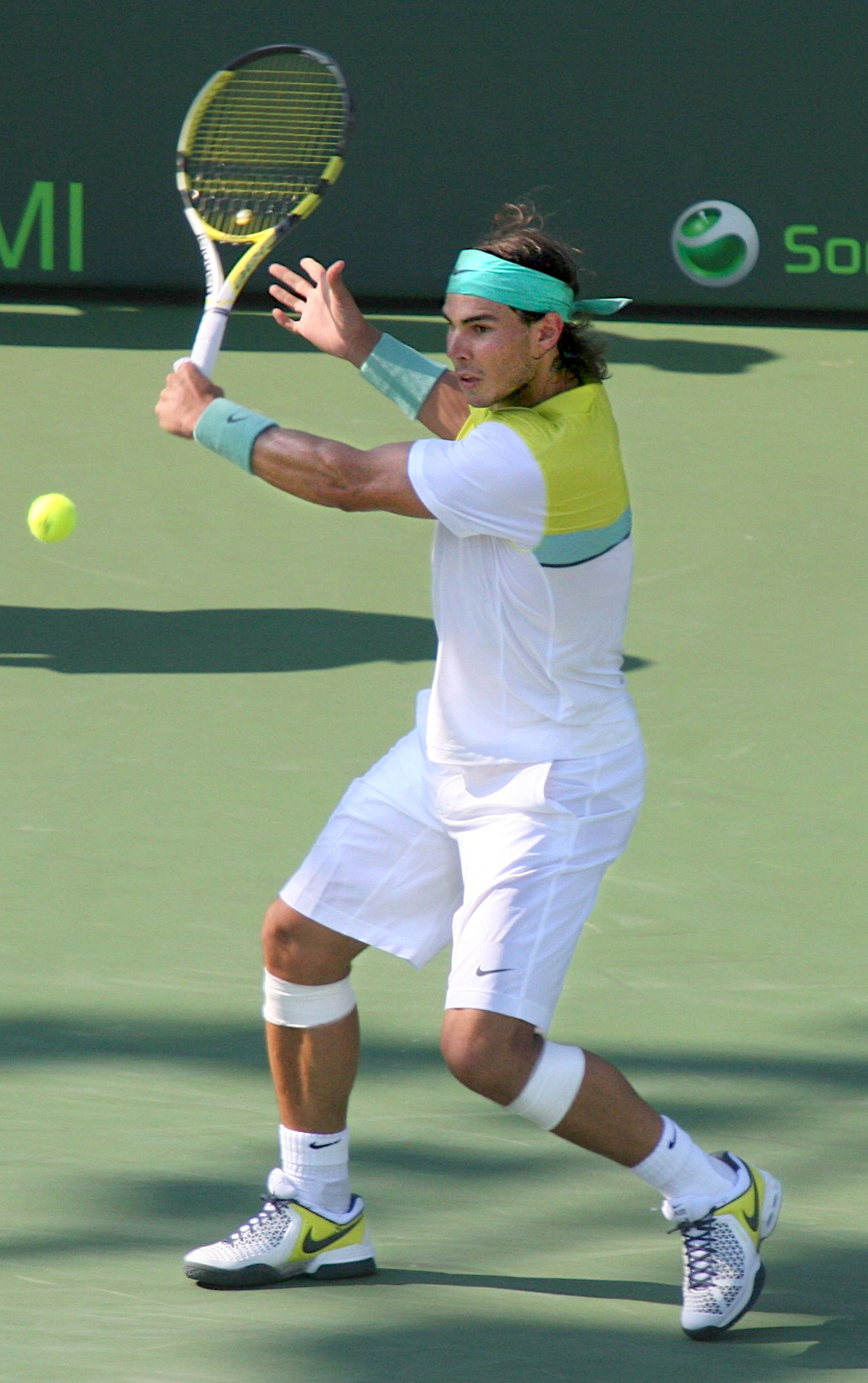
Друга ракетка світу Рафаель Надаль виграв свій четвертий за п'ять років титул в одиночному розряді у Римі

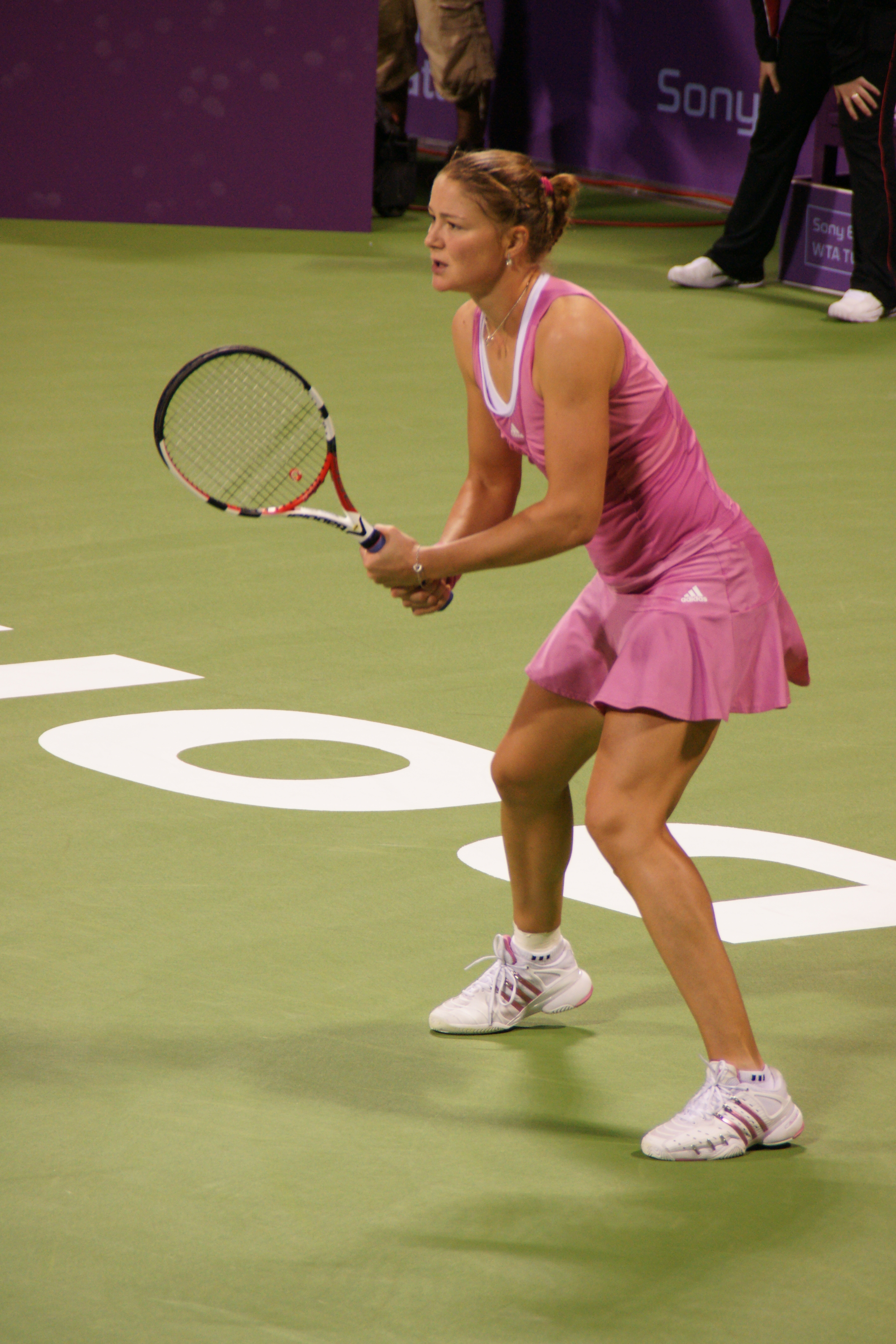
Чемпіонка і 1-ша ракетка серед жінок Дінара Сафіна

Italian Open 2009 (також відомий як Rome Masters 2009 і за спонсорською назвою Internazionali BNL d'Italia 2009) — тенісний турнір, що проходив на кортах з ґрунтовим покриттям Foro Italico у Римі (Італія). Це був 66-й за ліком турнір. Належав до категорії Мастерс у рамках Туру ATP 2009, а також до категорії Premier в рамках Туру WTA 2009. Чоловічі змагання тривали з 25 квітня до 4 травня, а жіночі - з 3 до 9 травня 2009 року.

## Фінальна частина

### Чоловіки. Одиночний розряд
Рафаель Надаль —  Новак Джокович 7–6(7–2), 6–2
- Для Надаля це був 5-й титул в одиночному розряді за сезон і 36-й - за кар'єру. Це була його 4-та перемога на цьому турнірі після 2005, 2006 і 2007 років.

### Одиночний розряд. Жінки
Дінара Сафіна —  Світлана Кузнецова, 6–3, 6–2
- Для Сафіної це був перший титул за сезон і 10-й — за кар'єру.

### Парний розряд. Чоловіки
Деніел Нестор /  Ненад Зімоньїч —  Боб Браян  /  Майк Браян, 7–6(7–5), 6–3

### Парний розряд. Жінки
Сє Шувей /  Пен Шуай —  Даніела Гантухова /  Ай Суґіяма, 7–5, 7–6(7–5)

## Учасники

### Сіяні учасники
| Гравець                | Країна          | Рейтинг* | Сіяний |
| ---------------------- | --------------- | -------- | ------ |
| Рафаель Надаль         | Іспанія         | 1        | 1      |
| Роджер Федерер         | Швейцарія       | 2        | 2      |
| Новак Джокович         | Сербія          | 3        | 3      |
| Енді Маррей            | Велика Британія | 4        | 4      |
| Хуан Мартін дель Потро | Аргентина       | 5        | 5      |
| Фернандо Вердаско      | Іспанія         | 7        | 6      |
| Микола Давиденко       | Росія           | 8        | 7      |
| Жиль Сімон             | Франція         | 9        | 8      |
| Жо-Вілфрід Тсонга      | Франція         | 11       | 9      |
| Стен Вавринка          | Швейцарія       | 12       | 10     |
| Давид Феррер           | Іспанія         | 13       | 11     |
| Фернандо Гонсалес      | Чилі            | 14       | 12     |
| Томмі Робредо          | Іспанія         | 16       | 13     |
| Джеймс Блейк           | США             | 17       | 14     |
| Марин Чилич            | Хорватія        | 18       | 15     |
| Радек Штепанек         | Чехія           | 19       | 16     |

- Посів ґрунтується на рейтингові станом на 20 квітня 2009 року.

### Інші учасники
Нижче наведено учасників, які отримали вайлд-кард на участь в основній сітці:
- Флавіо Чіполла
- Потіто Стараче
- Фабіо Фоніні
- Філіппо Воландрі

Нижче наведено гравців, які пробились в основну сітку через стадію кваліфікації:
- Михайло Южний
- Хуан Монако
- Даніель Хімено-Травер
- Ян Герних
- Віктор Крівой
- Томас Беллуччі
- Міша Зверєв

## Учасниці

### Сіяні учасниці
| Гравчиня                | Країна   | Рейтинг* | Сіяна |
| ----------------------- | -------- | -------- | ----- |
| Дінара Сафіна           | Росія    | 1        | 1     |
| Серена Вільямс          | США      | 2        | 2     |
| Єлена Янкович           | Сербія   | 4        | 3     |
| Вінус Вільямс           | США      | 5        | 4     |
| Ана Іванович            | Сербія   | 7        | 5     |
| Вікторія Азаренко       | Білорусь | 8        | 6     |
| Світлана Кузнецова      | Росія    | 9        | 7     |
| Надія Петрова           | Росія    | 10       | 8     |
| Каролін Возняцкі        | Данія    | 11       | 9     |
| Агнешка Радванська      | Польща   | 12       | 10    |
| Маріон Бартолі          | Франція  | 13       | 11    |
| Флавія Пеннетта         | Італія   | 14       | 12    |
| Алізе Корне             | Франція  | 15       | 13    |
| Чжен Цзє                | КНР      | 16       | 14    |
| Анабель Медіна Гаррігес | Іспанія  | 18       | 15    |
| Кая Канепі              | Естонія  | 19       | 16    |

- Посів ґрунтується на рейтингові станом на 27 квітня 2009 року.

### Інші учасниці
Нижче наведено учасниць, які отримали вайлд-кард на участь в основній сітці:
- Роберта Вінчі
- Карін Кнапп
- Татьяна Гарбін

Нижче наведено гравчинь, які пробились в основну сітку через стадію кваліфікації:
- Моріта Аюмі
- Ваня Кінґ
- Джилл Крейбас
- Маріана Дуке-Маріньо
- Араван Резаї
- Ярослава Шведова
- Альберта Бріанті
- Марія Коритцева